# Bergshamra vattentorn

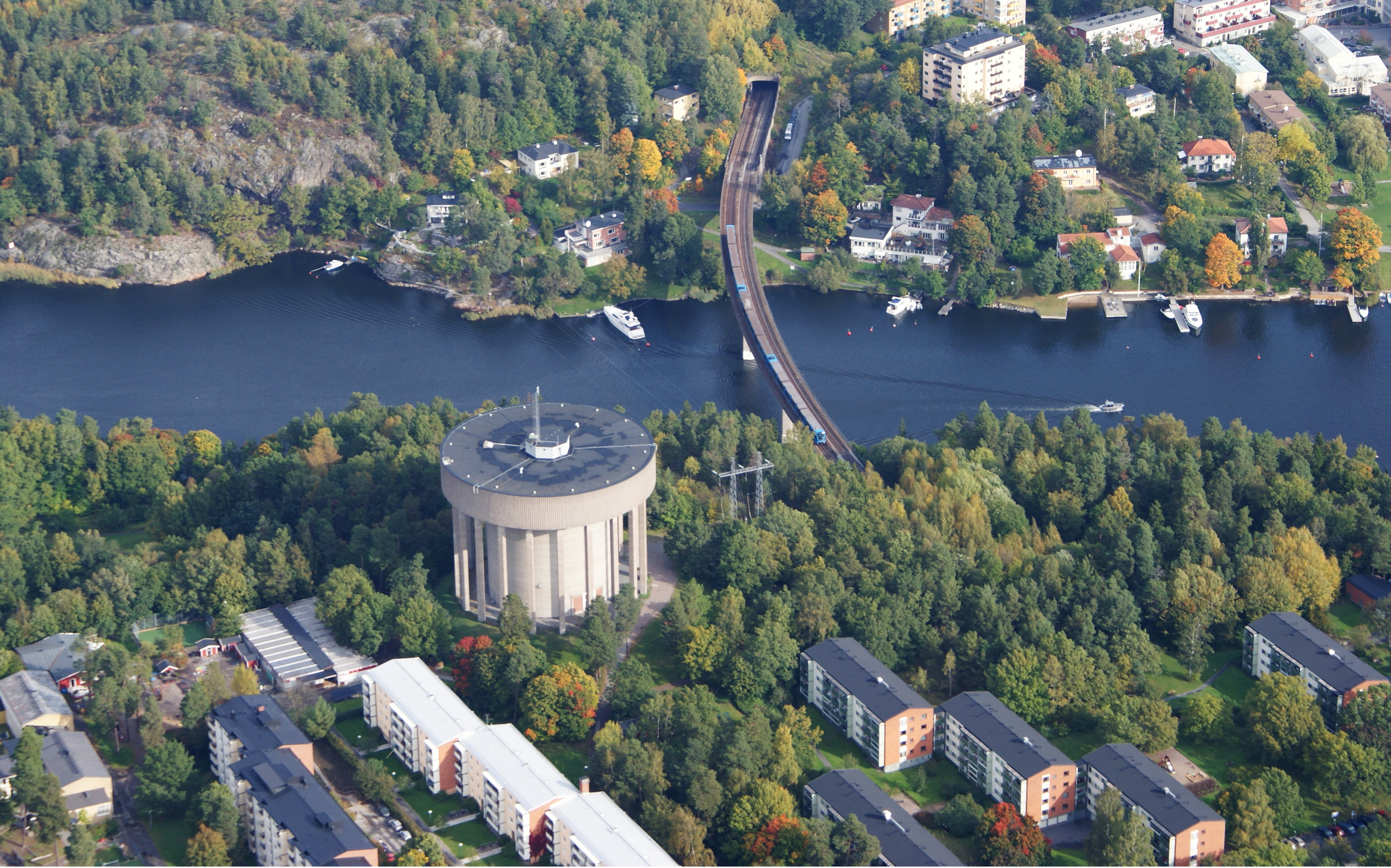
Bergshamra vattentorn och Stocksundet, september 2012.

Bergshamra vattentorn (även kallad  Svedenreservoaren) är en vattenreservoar i stadsdelen Bergshamra i Solna kommun. Vattentornet uppfördes 1951 nära Edsviken i området Sveden (därav alternativnamnet Svedenreservoaren). Tornet är med sin höga placering och sitt karakteristiska utseende ett välkänt landmärke inom Bergshamra och sydvästra Danderyd.

## Historik

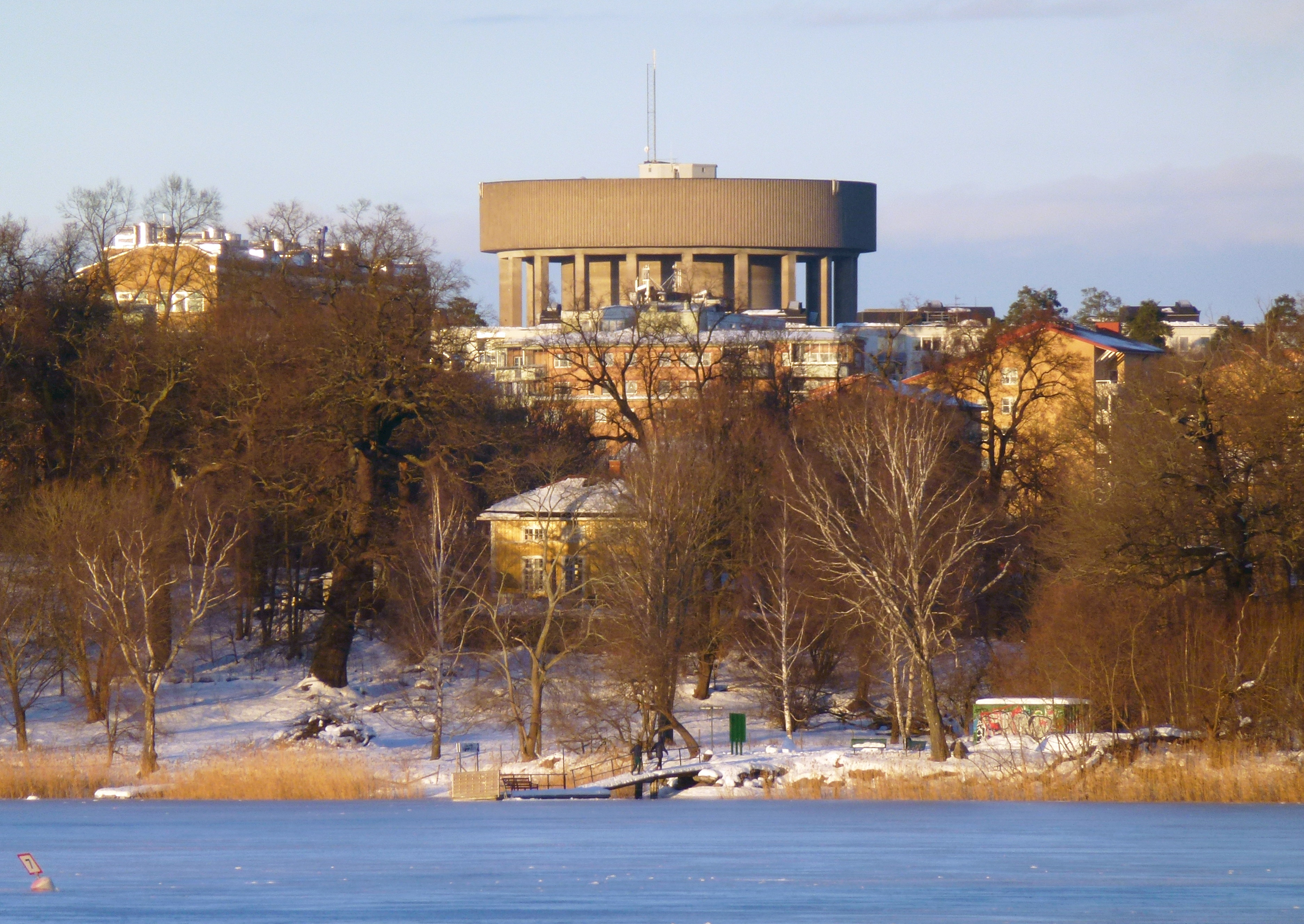
Bergshamra vattentorn, känt landmärke.

På platsen restes redan 1937 en vattencistern på åtta betongpelare. Vattnet kom från Ulriksdals pumphus (uppfört 1909-1910) som hämtade sitt dricksvatten från Stockholmsåsen på Ulriksdals slottsområde. Anläggningen samverkade med bland annat Råsunda vattentorn och Stocksunds vattentorn. Vattentornen i Stocksund och Råsunda är numera ombyggda till bostäder. Ulriksdals pumphus finns kvar och fungerar fortfarande som pumpstation för reservvattentäkt.

## Vattentornet
Nuvarande vattentornet i Bergshamra är en betongkonstruktion som byggdes runt det ursprungliga tornet. Det projekterades av VBB och stod färdigt 1951. Den ursprungliga reservoarvolymen var på 2 400 m³, men utökades till totalt 10 000 m³ dricksvatten genom en om- och tillbyggnad. Den yttre reservoaren, som rymmer 7 500 m³, vilar på 20 betongpelare som är anordnade i en ring. Vattenytan ligger 37 meter över mark eller 69,15 meter över havet. Anläggningen är i drift och ägs idag (2022) av Norrvatten. Vattnet levereras från Görvälnverket.

## Planerade bostäder
År 2010 väcktes ett förslag att bygga ett 70-tal mindre lägenheter i vattentornet, som enligt en utredningsskiss kunde anordnas i nio våningar mellan tornets pelare och tornets cylindriska skaft. Norrvatten var negativ till planerna, huvudsakligen av säkerhetsskäl eftersom vattentornet är ett skyddsobjekt.

## Bilder

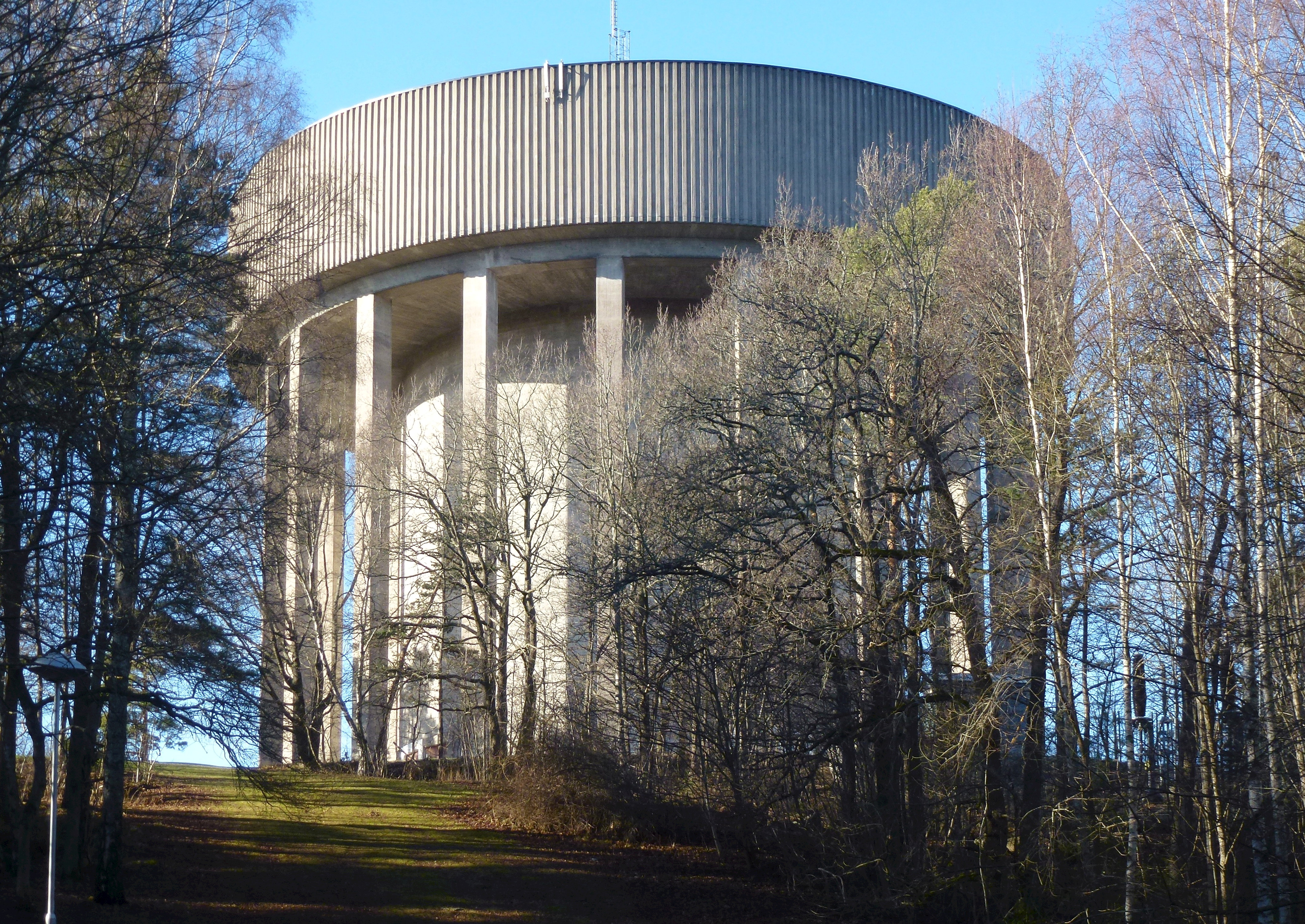
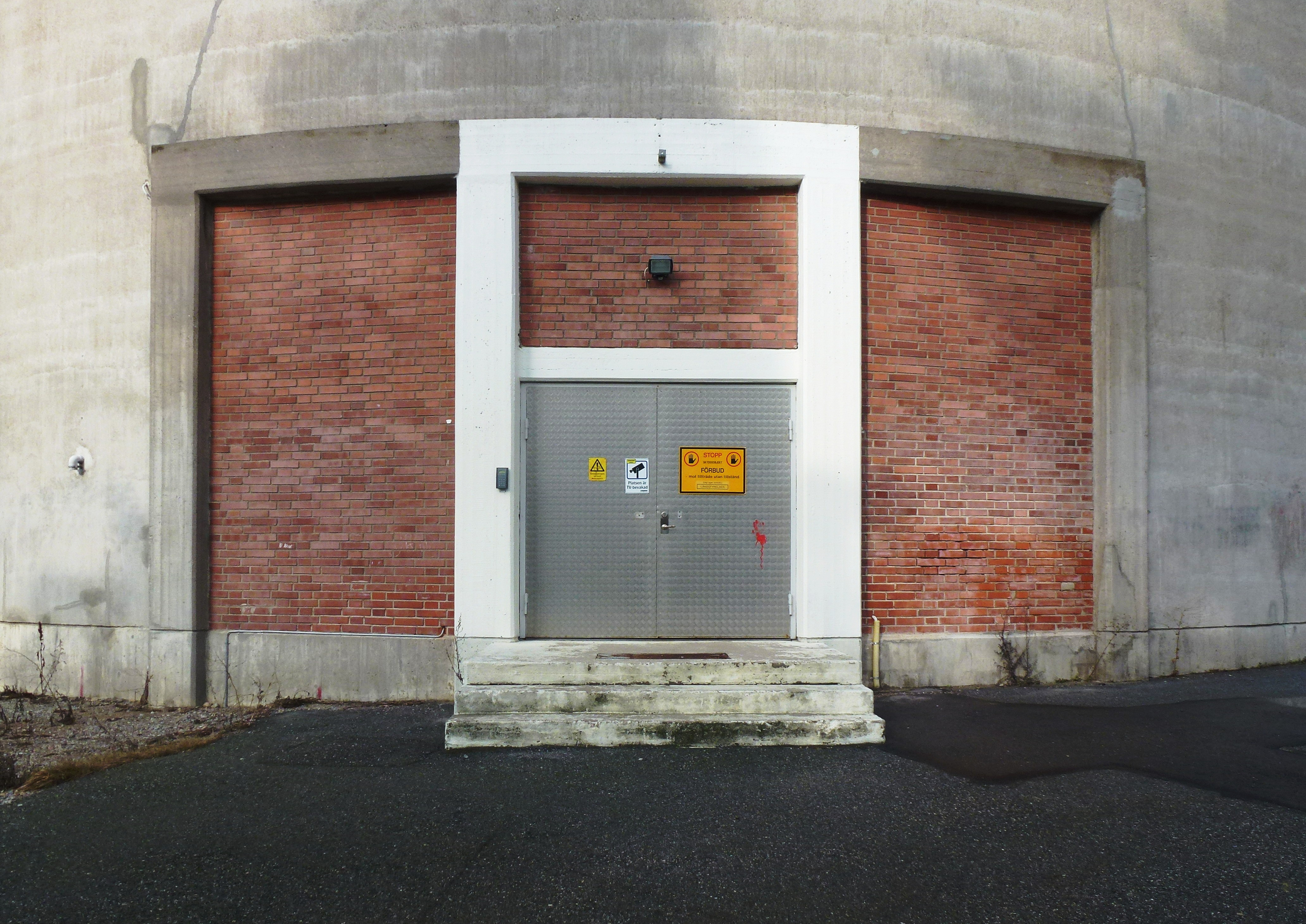
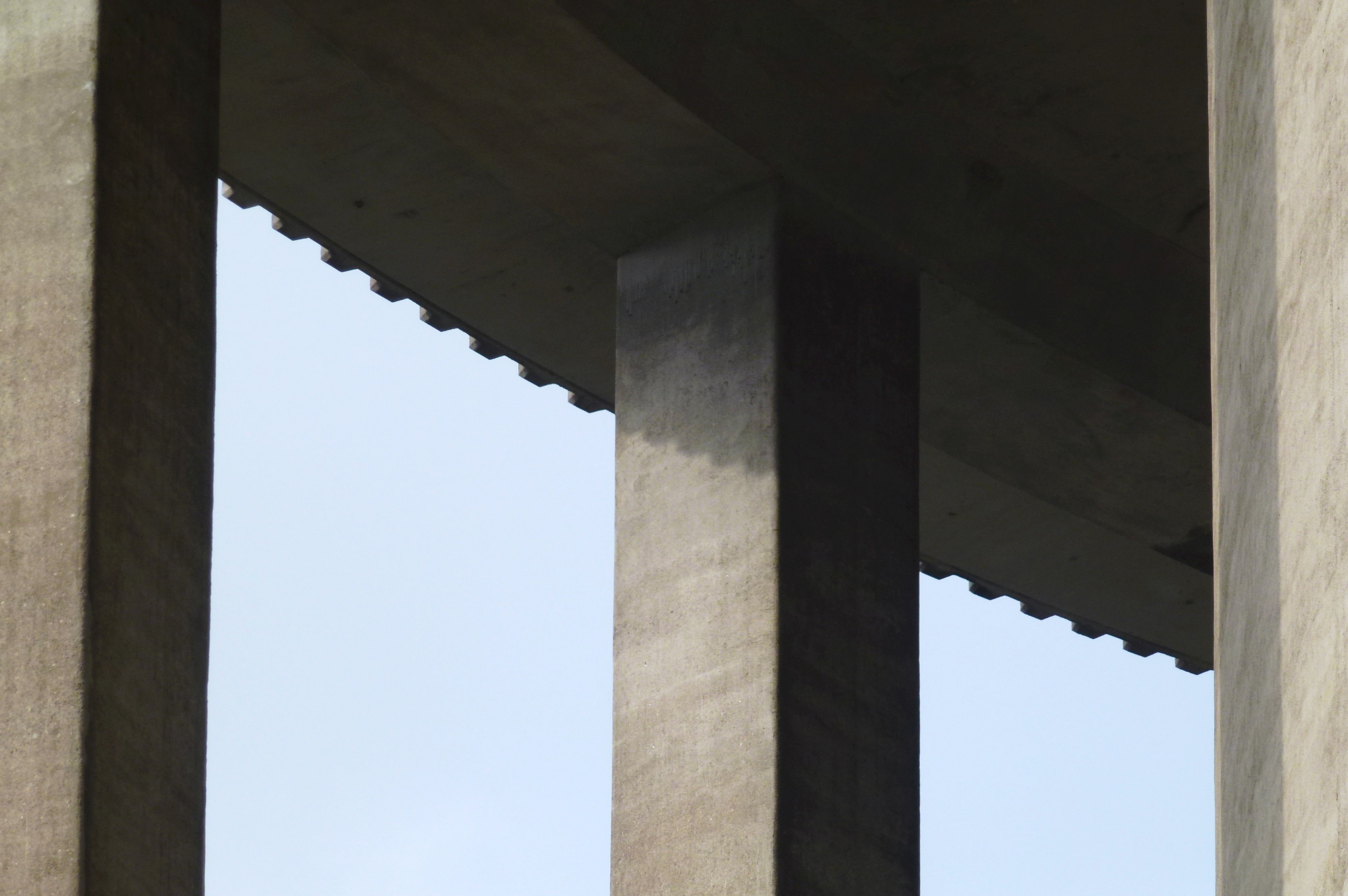
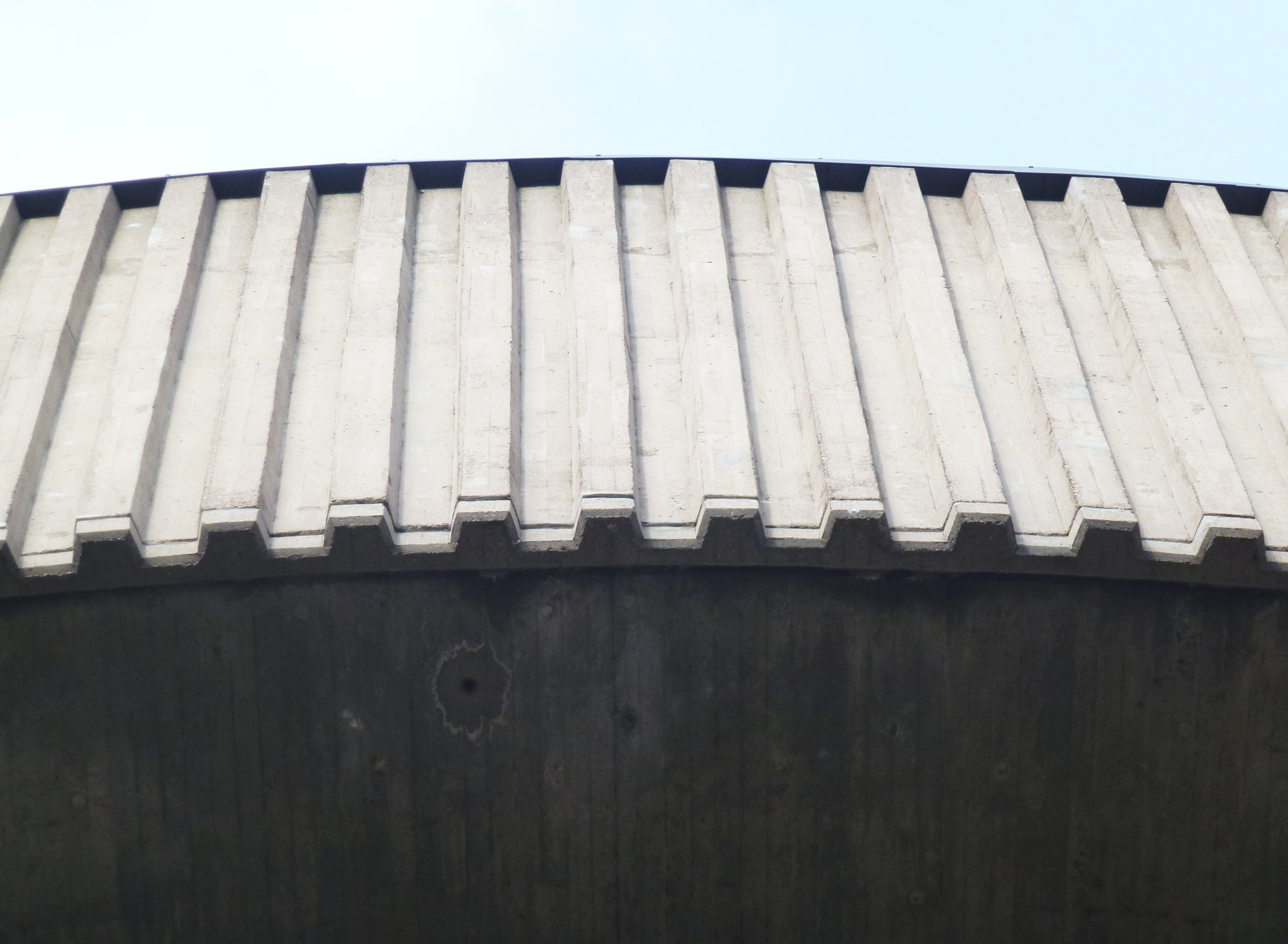